# Cepora pactolicus
Cepora pactolicus är en fjärilsart som först beskrevs av Butler 1865.  Cepora pactolicus ingår i släktet Cepora och familjen vitfjärilar. Inga underarter finns listade i Catalogue of Life.